# Morris Heights
Die Morris Heights sind ein Gebirgszug aus glatten und vereisten Hügeln in der antarktischen Ross Dependency. Am nördlichen Ende der Königin-Alexandra-Kette bilden sie eine halbinselähnliche Formation zwischen dem Beaver- und dem King-Gletscher.
Das Advisory Committee on Antarctic Names benannte sie 1966 nach Leutnant Clarence T. Morris, Offizier der Luftverbände im Kommandostab der Unterstützungseinheiten der United States Navy in Antarktika zwischen 1962 und 1963.